# Pedinophyllopsis abdita
Pedinophyllopsis abdita är en bladmossart som först beskrevs av William Starling Sullivant, och fick sitt nu gällande namn av R.M.Schust. et Inoue. Pedinophyllopsis abdita ingår i släktet Pedinophyllopsis och familjen Plagiochilaceae. Inga underarter finns listade i Catalogue of Life.